# Ibn Abi Umara
Ibn Abi Umara (arabisch أحمد بن مرزوق بن أبي عمارة, DMG Aḥmad b. Murzūq b. Abī ʿUmāra; † 1284) war Usurpator im Hafsidenreich (1283–1284).
Ibn Abi Umara („der Betrüger“) war der Handwerker Ahmad ibn Marzuq aus Bidschaya/Bougie, der nach Tripolis zog und sich dort bei den Beduinen als ein Sohn von Yahya II. al-Watiq (1277–1279) ausgab, der tatsächlich aber hingerichtet worden war. Im Bündnis mit den Beduinen gelang bald die Besetzung von Gabès, Kairuan und Sfax. Nachdem die Truppen der Hafsiden zu ihm übergelaufen waren, konnte Ibn Abi Umara Tunis besetzen und ließ sich zum Kalifen ausrufen. 
In der Folgezeit gelang ihm auch ein weiterer Sieg über die Hafsiden unter Abd al-Aziz I. und dessen Vater Abu Ishaq Ibrahim I., wobei letzterer in Gefangenschaft geriet und hingerichtet wurde. Allerdings setzten die Hafsiden unter Abu Hafs Umar I. (1284–1295) den Kampf fort. Ihm gelang es in der Folgezeit die Beduinen auf seine Seite zu ziehen. Bei der nun folgenden Besetzung von Tunis wurde Ibn Abi Umara gefangen genommen und hingerichtet.